# Geocell
Geocell (georgiska: ჯეოსელი, dzjeoseli) är den största mobiloperatören i Georgien. Företaget bildades år 1996 och började sin fullskaliga verksamhet i mars 1997. Geocell bildades genom delvis georgiska och delvis turkiska investeringar. Sedan år 2007 ägs bolaget av den svensk-finska operatören Telia Sonera.
Den 27 mars 2001 köpte bolaget Georgiens tredje största GSM-operatör, GT Mobile, döpte om det till "Lai-Lai" och började använda frekvensen 1800 MHz. Tillsammans med WAP och GPRS-tjänster har företaget även UMTS-licens (2100 MHz) vilket gör att Geocell kan leverera 3G-tjänster som inkluderar HSDPA, videosamtal och mobil-TV med flera.
För närvarande når Geocell 97% av de befolkade områdena i Georgien och har roamingtjänster i 134 länder världen över. Företaget har mer än 4000 anställda och är ett av de största företagen i landet.